# Filosofenfontein
De Filosofenfontein is een brongebied in de tot de Vlaams-Brabantse gemeente Leuven behorende plaats Heverlee, gelegen aan de Waversebaan 352.
Het brongebied ligt aan de rand van het Heverleebos en werd in 1769 voor het eerst vermeld als Fontaine des philosophes. Het zou hierbij betrekking hebben op Justus Lipsius die op deze plaats met zijn studenten zou  hebben gediscussieerd.
Romantische beschrijvingen van deze plaats stammen uit de 19e eeuw. Het bronwater stroomde in een reeks van vijvers. In 1855 werd echter een spoorlijn aangelegd die het gebied doormidden sneed. Bij wat bleef werd omstreeks 1910 een huis gebouwd door de paters Dominicanen. Dit gebouw werd in 1960 afgebroken waarna op deze plek een bezinningshuis werd gebouwd. Het afbraakmateriaal werd gebruikt om de oevers van de vijverbekkens te versterken.
Het geheel is beplant met moerascipressen.